# Capitaines courageux (téléfilm, 1977)
Pour les articles homonymes, voir Capitaines courageux.

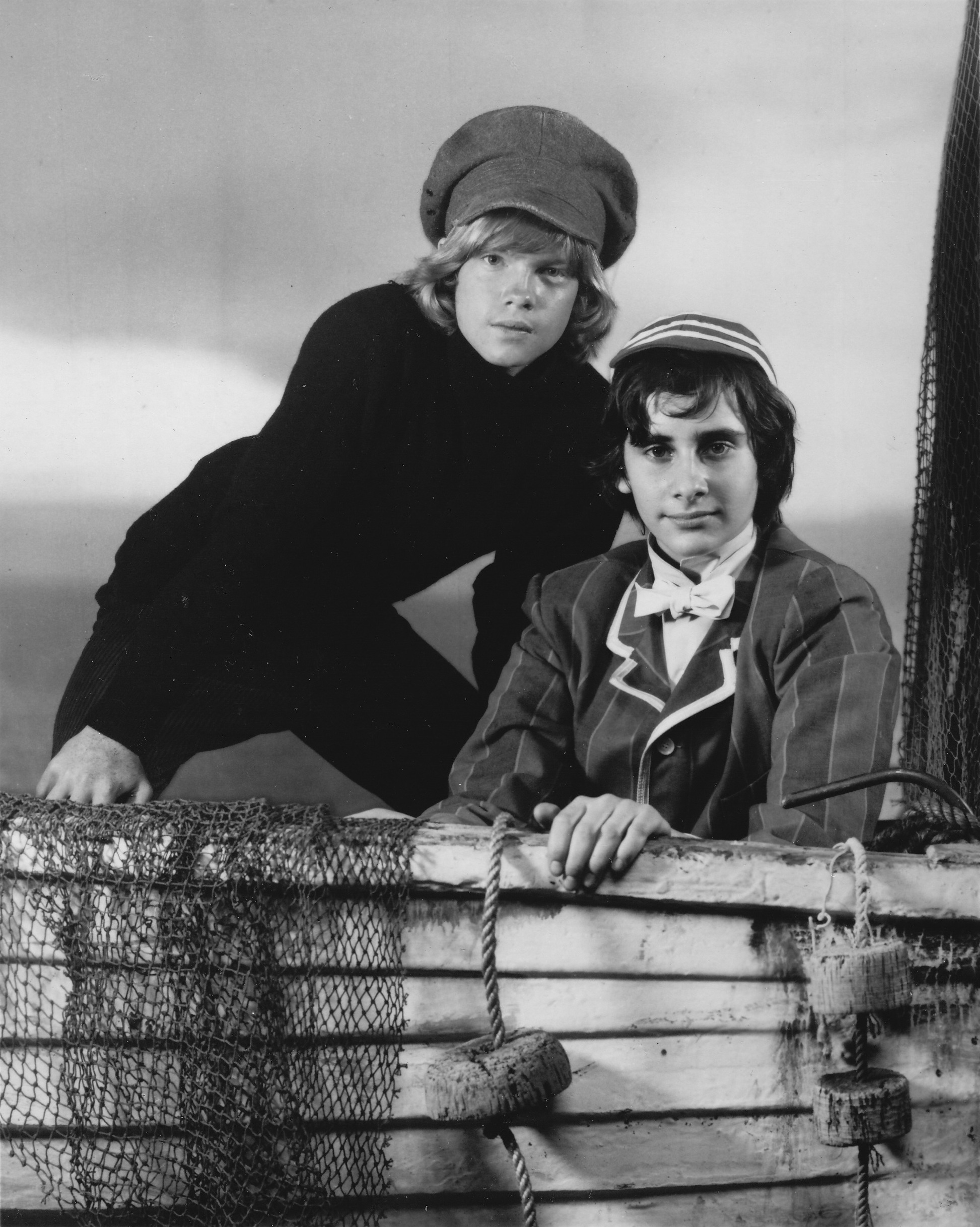
Johnny Doran (à gauche) et Jonathan Kahn (à droite), photo publicitaire du téléfilm.

Capitaines courageux (titre original : Captains courageous) est un téléfilm américain réalisé par Harvey Hart, diffusé en 1977. 
C'est la deuxième adaptation, après celle de Victor Fleming en 1937, du roman de Rudyard Kipling :  Captains Courageous: a Story of the Grand Banks, paru en 1897. Le téléfilm reprend le scénario du roman de Rudyard Kipling.

## Fiche technique
- Titre original : Captains courageous
- Réalisateur : Harvey Hart
- Producteur : Norman Rosemont
- Durée : 100 minutes

## Distribution
- Karl Malden : le capitaine Disko Troop
- Jonathan Kahn : Harvey Cheyne
- Johnny Doran : Daniel, le fils de Troop
- Neville Brand : Little Penn
- Fred Gwynne : Long Jack
- Charles Dierkop : Tom Platt
- Jeff Corey : Salters
- Fritz Weaver : Harvey Cheyne Senior
- Ricardo Montalban : Manuel
- Stan Haze : le cuisinier
- Redmond Gleeson: Phillips